# Friedrich Mohs
Carl Friedrich Christian Mohs (29. januar 1773–29. september 1839) var en tysk geolog og mineralog. Udviklede Mohs skala, en skala til beskrivelse af hårdheder i materialer.
Mohs, født i Gernrode, Tyskland, studerede kemi, matematik og fysik på universitetet i Halle og studerede også ved mineringsakademiet i Freiberg i Sachsen. Da han blev værkfører på en mine i 1801, flyttede Mohs i 1802 til Østrig, hvor han blev ansat i forsøget på at identificere mineralerne i en privat samling.
Som en del af denne opgave, begyndte han at klassificere mineraler ved deres fysiske egenskaber, på trods af deres kemiske sammensætning, som det var traditionen. Denne vægt på fysiske egenskaber var i strid med den gældende systematik indenfor den kemiske videnskab. Dog havde både Theofrast og Plinius den Ældre sammenlignet de relative hårdhed af mineraler som var kendt i den antikke verden, herunder diamant og kvarts. De drog den logiske slutning, at når diamant kunne ridse i kvarts, måtte diamant være hårdere. Denne konklusion dannede grundlaget for den hårdhedsskala som blev udviklet af Mohs. Mineraler er i dag klassificeret efter de kemiske egenskaber, men de fysiske egenskaber er stadig nyttige i feltundersøgelser.
I 1812 blev Mohs professor i Graz, i 1818, professor i Freiberg, Sachsen, i 1826, professor i Wien. Mohs døde under en rejse til Italien, i Agordo nær Belluno.